# Psaliodes philetus
Psaliodes philetus là một loài bướm đêm trong họ Geometridae.